# نولينة قصيرة
نولينة قصيرة (الاسم العلمي:Nolina humilis) هي نوع من النباتات تتبع جنس النولينة من الفصيلة الهليونية.